# Platja de Vallpresona
La platja de Vallpresona és una platja natural situada al límit entre els municipis de Tossa de Mar (Selva) i Santa Cristina d'Aro (Baix Empordà), entre la punta de Vallpresona al sud, i els esculls des Concagats al nord. En un entorn sense cap construcció, està envoltada de penya-segats recoberts per una vegetació exuberant. Està orientada a l'est-sud-est, té una longitud de 297 m i una amplada de 14 m, formada per sorra gruixuda, còdols i blocs, El pendent d'entrada a l'aigua és bastant pronunciat i el fons marí és molt rocallós, amb algunes roques que sobresurten a la superfície. A uns 80 metres de la riba hi ha l'illot de la Galera, fàcilment accessible nedant. La platja no disposa de cap tipus de servei i s'hi practica el nudisme. S'hi accedeix a peu per un sender d'un quilòmetre que surt des de la carretera GI-682, entre Tossa de Mar i Sant Feliu de Guíxols.